# Cocalodes leptopus
Cocalodes leptopus là một loài nhện trong họ Salticidae.
Loài này thuộc chi Cocalodes. Cocalodes leptopus được Mary Agard Pocock miêu tả năm 1897.